# Јован Б. Јовановић (историчар)
Јован Б. Јовановић (Београд, 14/26. новембар 1875 — Београд, 21. децембар 1930) био је српски историчар, политичар и конзервативни мислилац. Јовановић је радио као професор на Војној академији (1902—1904), а био је и истакнути обреновићевац, критичар политике Народне и Самосталне радикалне странке и један од најзначајнијих германофила и аустрофила у Краљевини Србији од 1903. до 1914. године.

## Биографија

### Порекло и образовање
Јован Б. Јовановић рођен је у војничкој породици. Јовановићев отац, Благоје, професионалну каријеру је провео као официр и пензионисан је у чину почасног пешадијског мајора. Породица Јовановић припадала је малобројној друштвеној елити Кнежевине Србије, не само због очевог војног статуса, већ и због чињенице да је мајка Марија је била братаница књегиње Љубице. Након основне школе у родном граду Јован Б. Јовановић је образовање наставио у Другој београдској гимназији, у којој је положио „испит зрелости” 1894. године.
После гимназије, Јовановић је уписао прву годину на Великој школи у Београду, а студије историје и филологије наставио је на Филозофском факултету Универзитета Лудвиг Максимилијан у Минхену. У главном граду Баварске Јовановић је боравио од 1895. до 1898. године и тамо је слушао курсеве реномираних класичара Ивана фон Милера (Iwan von Müller) и Едварда Велфлина (Eduard Wölfflin), византолога Карла Крумбахера (Karl Krumbacher), теолога и историчара цркве Јохана Фридриха (Johann Friedrich), стручњака за историју Баварске Карла Теодора фон Хајгела (Karl Theodor von Heigel), историчара немачке књижевности Франца Мункера (Franz Muncker), филозофа Георга фон Хертлинга (Georg von Hertling) и географа Ојгена Оберхумера (Eugen Oberhummer). У Минхену, Јован Б. Јовановић нарочито је био близак са будућим књижевником, историчаром уметности и дипломатом Божидаром С. Николајевићем, сином истакнутог политичара и председника краљевске владе Светомира Николајевића. Николајевић и Јовановић су као млади обреновићевци присуствовали фебруара 1898. године сахрани Велимира Теодоровића, ванбрачног сина кнеза Михаила. Додуше, њихова оданост династији Обреновић није их спречавала да буду отворени према критичарима. На основу једне анегдоте коју је у делу Из минулих дана написао Божидар Николајевић, јасно се види да су се Јовановић и Николајевић противли искључењу политичког емигранта и карађорђевићевца Живојина Балугџића из удружења српских студената.
Јовановићево школовање у главном граду Баварске завршило се 1898. године када је 29. септембра уписао четврту годину студија на Универзитету Фридрих Вилхелм у Берлину. У главном граду Немачког царства, Јовановић је имао прилике да се школује код највећих немачких стручњака за различите историјске епохе. Међу највећим именима немачких ,,духовних наука” Јовановић је изабрао Ханса Делбрика за свог ментора. За разлику од већине српских студената историје који су се током XIX и ХХ века школовали и одбранили дисертације у иностранству, Јовановићева докторска теза није била везана за националну историју Србије и српског народа. Наиме, Јовановић је одбранио докторат из немачке историје, што га уз Михаила Гавриловића издваја у односу на остале историчаре. Докторску тезу Зашто Фридрих Велики није учествовао у битци код Кеселсдорфа?, једном догађају из Рата за аустријско наслеђе, Јовановић је одбранио 7. августа 1901. године пред комисијом коју су чинили Ханс Делбрик, Фридрих Паулзен, Фердинанд фон Рихтхофен и Паул Шефер-Бојхорст. На основу питања из различитих дисциплина професори су уочили „ограничено познавање немачког језика” и задовољавајуће, али не сјајно, познавање опште историје средњег века, географије и филоофије. Упркос томе, ментор Ханс Делбрик је закључио да је Јовановићев „израз почесто незграпан, али за једног странца сасвим задовољавајући”. Упркос критикама, Делбрик је тврдио и да је кандидат „одговорио на питање на леп, задовољавајући и исцрпан начин”, те да је дисертација написана са „толико много разумевања и темељитости да не може бити сумње у погледу тога да представља научну литературу”. Комисија је закључила да би Јовановићев рад требало оценити као specimen doctrinae et sagacitatis laudabile, односно „хвале вредан пример учености и мудрости”. 

### Повратак у Србију — политичко деловање након Мајског преврата (1903—1918)
Након успешно одбрањене докторске дисертације, Јовановић је 1902. године био постављен за професора помоћника опште историје на Војној академији у Београду где је држао предавања из војне историје и стратегије. Такође, тада млади Јовановић се оженио Лепосавом Ненадовић (1880—1952), која је била унука проте Матеје. Долазак у Србију, међутим, коинцидирао је са политичким променама на српском владарском престолу. Након Мајског преврата, елиминације последњих Обреновића, доласка Петра Карађорђевића и уставних и политичких промена, успостављена доминација Народне радикалне странке и официра-завереника маргинализовала је, до тада повлашћене, присталице Обреновића.  Незадвољство је постојало и код Јовановића, који је у официрском часопису Слободна реч објављивао текстове против нове владе и њене улоге у решавању завереничког питања. Због тих текстова, Јовановић је јуна 1904. године био отпуштен са Војне академије и до краја живота је радио у новинарству и као слободни истраживач.

#### Конзервативац и критичар српског радикализма
Убрзо по отпуштању, Јовановић се посветио публицистичком и политичком деловању. Јовановић је, најпре, заједно са бившим официром и дипломатом Милосавом Куртовићем основао покрет, а потом и странку Српска народна сељачка слога која је на изборима 1905. освојила 10827 гласова, односно један мандат у парламенту. Међутим, Јовановић је највише уређивао часописе блиске Напредној странци Недељни преглед (1908—1910), у власништву Милете Новаковића, и Дневни преглед (1911), у власништву Живојина Перића. Већ од раних година, Јовановић је показивао изразито конзервативне погледе на политички живот. У многобројним текстовима он је заговарао идеју снажног монархијског апсолутизма и слабог парламентаризма сматрајући да само аристократски слој има право да ограничава моћ владара. У том погледу, Јовановић је био велики критичар Народне и Самосталне радикалне странке, за које је сматрао да су инсистирањем на демократији ослабили државу, а поготово њене војне потенцијале. Будући да је сматрао да је Краљевина Србија била доминантно сељачка и конзервативна земља, као брану нарастајућем утицају маса Јовановић је предлагао увођење дводомне скуоштине где би Горњи дом био „представник најбољих и најсолиднијих елемената које је Србија у стању дати на политичком пољу”. У намери да ослаби утицај необразованих у политици, Јовановић се залагао за увођење принципа квалификованих посланика и гласачких разреда који би образованим и имућним гласачима омогућило добијање више мандата у парламенту него ли што су имали удела у становништву. Додатно слабљење Напредне странке посебно након Анексионе кризе и учешћа Стојана Новаковића у власти, подстакло је групу конзервативних и аустрофилских политичара и интелектуалаца да формирају Конзервативну странку априла 1914. године. Предма није дуго трајала, странка је окупила неколико некадашњих политичара из редова Напредне и Либералне странке. Јовановић и Перић су своје идеје о увођењу дводомног скупштинског система унели и у партијски програм нове странке.

#### Спољнополитичке концепције: реализам, германофилија, аустрофилија и критика политике Руске царевине
Промене у унутрашњој политици након смене династија, пратиле су и динамичне промене у међународним односима посебно између два супротстављена савеза — Централних сила и Антанте. У спољнополитичком погледу, Јовановић се залагао за идеје реализма тврдећи да се земље руководе сопственим интересима, односно државним разлогом. Европска историја у том погледу била је обележена управо непресталним спољним борбама за превласт и равнотежу. Као монархиста, обреновићевац и заговорник јаке војничке државе, Јовановић се противио улози Русије у историји Србије XIX века. Русија се, кроз историју, руководила сопственим, а не српским интересима и због тога се Јовановић плашио даљег јачања Русије и њеног утицаја, као и могуће поделе интересних сфера на Балкану између Руског царства и Аустроугарске. Јовановић је, тим поводом, написао
најслабија страна српскога схватања политике показује у схватању наших односа према Русији. Не само шири слојеви народа, који у Русима гледају браћу по крви и вери, а у Русији моћнога заштитника Србије и Српства, већ и врло велики део интелигенције и политичара по професији посматрају наше односе према Русији са веома сентименталнога гледишта. Сви они сматрају Русију као старијега брата нашег, преносећи односе из фамилијарног живота у високу политику, и држе да су опстанак Србије и будућност Српства тесно везани за Русију, и да се само од ње можемо надати потпуно у нашим националним аспирацијама. Сем нас, можда ниједан други народ на свету не посматра међународне односе са тако сентименталног гледишта. Сви обзири према једнакости расе, вере или сличности народног карактера и политичких институција ишчезавају према политици државних интереса. Док ми тако сентиментално и фамилијарно посматрамо наше односе према Русији и нашу политику према томе подешавамо, дотле се Русија, као и цео остали свет, руководи политиком својих интереса, на чему јој нема права нико да замери.
Као заговорник идеје Велике Србије, он је тврдио да Русија, не само да није била спремна да подржава српско територијално прширење, већ је помагала Бугарску директно подривајући српске интересе. Одбацујући словенофилство, Јовановић се противио и југословенској идеји сматрајући да су Словенци и Хрвати вернији римокатоличанству и Хабзбурзима, него ли Србији, Црној Гори и Бугарској. Уз то, Француска и Уједињено Краљевство, извлачио је Јовановић далекосежни закључак, не би дозволиле рушење Хабзбуршке монархије која је била важан чинилац у одржавању европске равнотеже снага. Као циљ националне политике, Јовановић је заговарао проширење на Стару Србију уз подршку Хабзбуршке монархије што су, уосталом, били и планови Обреновића посебно након Тајне конвенције 1881. године. Јовановића је посебно забрињавало приближавање Србије Русији и заоштравање у односима са Аустроугарском који су нарочито дошли до изражаја током топовског питања, Царинског рата, Анексионе кризе, Велеиздајничког и Фридјунговог процеса. Такође, Јовановић је одбацивао и политику Балканског савеза, сматрајући да супротстављени интереси Србије, Црне Горе, Грчке и Бугарске, као и непоуздане гаранције Русије нису предуслов за остварење стратешког циља Србије — ширења на југ. Такође, опстанак Османског царства био је дугорочни интерес Немачке царевине и због тога је Јовановић предлагао повезивање са Берлином и савезса Румунијом и Османским царством којим би се Бугарска изоловала. У таквом, замишљеном сценарију, Јовановић је сматрао да би једино подршка Аустроугарске могла да омогући српско ширење ка Старој Србији.   

Током Првог светског рата, Јован Б. Јовановић и неколицина других политичара и интелектуалаца су остали у земљи суочивши се са многобројним проблемима. Због оскудице и симпатија према Аустријанцима, Јовановић је пристао да постане сарадник Београдских новина, службеног листа окупационих власти. Премда су важили за изразите аустрофиле, Јовановић и Живојин Перић су били револтирани због деловања окупаторске војне управе у Србији. Тим поводом, њих двојица су почетком јесени 1916. године упутили властима у Бечу жалбу у којој су истицали да: 
садашњи војни режим треба да има више обзира према вођама и припадницима Конзервативне странке јер ће у супротном пропасти свака оправдана основа за њено постојање. Какав смисао има једна странка која се декларише као аустрофилска, кад Аустро- Угарска, у тренутку кад има пуну власт, ту странку игнорише?
У околностима пропасти Руске царевине, победи револуције и најави повлачења из рата, Јовановић и Перић су аустроугарским окупационим властима предложили сазвање Уставотворне скупштине која би збацила Карађорђевиће са престола, прогласила Народну скуштину на Крфу нелегитимном, образовала нову владу и закључила мир са Аустроугарском. Сличне предлоге, обојица су упутила и аустроугарском министру спољних послова Отокару Чернину у априлу 1918. године, а Перић је то објавио и у швајцарском дневном листу Neue Zürcher Zeitung.

### Политичко деловање у Краљевини СХС/Југославији
После ослобођења 1918. године, појединци, сарадници окупаторских власти, били су подвргнути различитим врстама јавне стигматизације. Божидар Николајевић, Милутин Чекић, Јован Сјеницки и други су се суочили не само са јавним критикама у штампи, већ и са судским процесима и губитком функција и привилегија. Јован Б. Јовановић се појавио као сведок одбране у судском поступку против Милутина Чекића због сарадње са Београдским новинама. У београдској Политици појавио се текст коме је Јовановић оптужен као „бившег уводничара оног додатка Београдских новина који је штампан ћирилицом и био намењен ’српском сељаку’”. У првим годинама након Великог рада, Јовановић је био сарадник напредњачког Видела, а био је и њихов директор и главни уредник 1922. године. Јовановић је посебно оштро писао о деловању Народне радикалне и новоформиране Демократске странке оптужујући их за кршење Устава и закона, као и за прогон политичких неистомишљеника. Напади према Николи Пашићу били су нарочито оштри будући да га је Јовановић сматрао одговорним велико страдање Србије током Првог светског рата. За разлику од већине српских интелектуалаца који су заговарали државни централизам, Јовановић је припадао оном кругу аутора који су одбацивали начела Видовданског устава залажући се за федерализацију државе и договор са Хрватском републиканском сељачком странком. Ову политику Јовановић је заступао и у краткотрајном недељном листу Ново Видело, чији је уредник био 1923. године. После два текста у часопису Хрват током 1924. године, Јовановић се трајно повукао из политичког живота посвећујући се писању научних радова.

### Научни рад
Поред политичког деловања Јован Б. Јовановић се истакао и као ванредни познавалац опште и војне историје Европе, као и теорије и историје историографије. Међу оновременим историчарима у Србији, Јовановић је најсистематичније и најдетаљније пратио развој историографије у Немачкој, Француској и Великој Британији. По повратку из Берлина, Јовановић је 1903. године објавио Развитак француске историографије у Новом веку у коме је приказао главне токове француске историографије од XV до XIX века посебно истичући еволуцију методологије историјских истраживања од ерудиције и боландиста до романтичарске, либералне и социјалистичке историографије. На овај начин, Јовановић је продубио синтетички преглед који је двадесетаг година раније написао Стојан Новаковић у Просветном гласнику. Као велики познавалац традиција немачког историзма, Јовановић је написао 1906. године и оглед Ранкеово схватање историје прикључивши се на тај начин Јовану Ристићу и Новаковићу, који су такође истраживали заоставштину Леополда Ранкеа, највећег европског историчара XIX века. И док се већина српских историчара бавила Ранкеовим познавањем Српске револуције, Јовановић је критички вредновао и представио заокружен преглед Ранкеовог стваралаштва. Ослањајући се на идеје Леополда Ранкеа, Јовановић је одбијао јединство научног метода, који је заговарала филозофија позитивизма. Премда не отворено, Јовановић је прихватио идеју о постјању двојства „номотетичких” и „духовних наука”. У тој подели „номотетичке” су науке утврђивале универзалне законе, док су се „духовне” проучавале смисао, вредност и значење људских дела. Слично томе, Јовановић се противио и материјалистичком тумачењу историје и идеји о неограниченој снази природних наука. Јовановић се посебно осврнуо на ранкеовску идеју о држави као изразу божје промисли, које су истовремено, и централни предмет проучавања историје. Након повлачења из политике 1924. године, Јовановић је последње године живота посветио писању теоријских текстова за Архив за правне и друштвене науке, часопис Правног факултета Универзитета у Београду. И пред крај живота, Јовановић је веома доследно, у тексту „Држава као предмет историје” (1926), бранио ранкеовске позиције о значају и важности државе у историји. Међутим, то није значило да се Јовановић у потпуности дистанцирао од осталих историјских дисциплина. У чланцима „Проблем културне историје” (1927) и „Проблеми привредне историје” (1928.), Јовановић је анализирао дела Волтера, Хенрија Томаса Бакла, Јакоба Буркхарта, Карла Лампрехта, Освалда Шпенглера, Макса Вебера, Вернера Зомбарта, Михаила Ростовцева, Ернста Трелча и других знаменитих европских аутора. Будући да је био велики познавалац немачке социологије која је почетком ХХ века изнедрила веома значајне ауторе, Јовановић је у расправи „Историја и социологија” (1926) указао на развој од Лоренца фон Штајна, Огиста Конта, Херберта Спенсера до Макса Вебера. С обзиром на то да је био заговорник немачког историзма, Јовановић се противио позитивистичкој социологији и њеном трагању за општеважећим друштвеним законима. Следећи немачког историчара Георга фон Белова, Јовановић је негирао могућност постојања социологије као посебне научне дисциплине.

Поред теорије историје, Јовановић се истакао и као познавалац историје ратне вештине и стратегије. Године 1905. Јовановић је публиковао и студију под називом Увод у историју ратне вештине у којој је еволуцију од швајцарских тактичких тела и османске војске до пруске армије Фридриха Великог. Појава модерне, добро организоване и наоружане војске одредила је судбину Европе од XV века. Сличне ставове Јовановић је поновио и у чланку „Ратна вештина и њена историја” из 1926. године. Централни положај за војску имале су државе, због тога, Јовановић је писао:
као науку која ce бави постанком и развитком државе и њеним односима према другим државама, дакле као политичку, схватили ... сви велики историчари почевши од Тукидида y старом веку до историчара најновијег времена. Држава je по своме постанку војничка, a по своме задатку борбена организација, пa je зато разумљиво, што су ратови увек били од судбоносног значаја за државе и народе, a често и по целокупан културни развитак човечанства. Да нису Грци код Маратона победили Персијанце и сузбили њихову инвазију не само што не би било античке грчко-римске цивилизације него не би било ни данашње европске; да je y борби између Рима и Картагине ова изишла као победник, светом би завладала семитска култура; тако исто да Карло Мартело није сузбио арабљанску поплаву цела би Европа потпала под ислам и арабљанску културу. Поједине битке одлучиле су судбину држава, што je довољно познато из опште и из наше историје.
Темељно проучавајући општу историју Европе средњег и новог века Јовановић је написао неколико тематски различитих дела. Премда је планирао да напише књиго о политичким установама средњег века, Јовановић је публиковао само стручан рад о установама старих Германа 1902. године. Јовановићеви доприноси разумевању опште историје новог века видљиву су у публицистичким радовима о парламентаризму у Енглеској и Гледстону. Са становишта војне историје и историје међународних односа, Јовановић је у часопису Српска војска написао и текст ,,Постанак енглеске поморске силе” у коме је детаљно изложио јачање британске војне моћи у новом веку. Јовановићев посебни научни допринос односио се на писање радова о француском војсковођи и државнику Наполеону Бонапарти. У том тренутку на српски је била преведена само Наполеонова биографија коју је написао пруски војсковођа Јорк од Вартенбурга. Брижљио прикупљајући различиту литературу и пишући прилоге из француске историје, Јовановић је 1925. године објавио књигу под називом Наполеон I која је требало да омогући официрима и грађанству да боље разуме тако сложену и значајну личност као што је био Наполеон. Јовановић се овим делом сврстао међу ретке српске историчаре, попут Драгољуба Павловића и Слободана Јовановића, који су започели истраживање европске историје новог века.
Поред објављених Јован Б. Јовановић је планирао да напише и две синтезе — Историју новог века – од почетка XVI века до Француске револуције и Историју Србије – од 1804. до 1904. године. Међутим, и поред текстова, рукописи су, барем за сада, изгубљени.

### Смрт
Будући да је већину каријере провео изван државне службе и радећи као новинар у часописима кратког трајања, Јовановић се суочио са економским проблемима. Након Првог светског рата, Јовановић се преселио на Палилулу где су се повукле осиромашене грађанске породице. До смрти 21. децембра 1930. године, Јовановић је живео у Гробљанској улици (данас Рузвелтова) бр. 4 Како је приметио Живојин Перић, Јовановић због аристократског поноса није хтео да тражи помоћ и запослење и премда је био у младости богат захваљујући очевом наслеђу, у старости је преминуо у сиромаштву. Живојин Перић и пуковник Ђорђе Ћирић написали су некрологе у којима су хвалили Јовановићеве људске и интелектуалне особености — поштење, наочитост, аристократско држање, објективност и друго.

## Рецепција Јовановићевог дела
Премда је оставио иза себе доста тематски разноврсних радова, Јовановићево дело убрзо је пало у заборав. Васиљ Поповић, српски и југословенски историчар, у Историји новог века 1492—1815 из 1941. године није цитирао ниједно Јовановићево дело. У социјалистичкој Југославији, Јовановић није могао да стекне одговарајући статус због сопствених политичких и интелектуалних ставова. Међутим, били су ретки професори који су цитирали и препоручивали Јовановићева историографска дела студентима. Радован Самарџић га је поменуо у Писцима српске историје, а Чедомир Попов је студентима препоручивао Наполеона I који се налазио и на списку додатне литературе за припрему испита општа историја новог века. Јовановићево политичко деловање током Првог светског рата анализирали су Андреј Митровић и Љубинка Трговчевић. Најдетаљнији преглед Јовановићевог историографског деловања дао је професор историје Југославије Ђорђе Станковић који је нарчито истакао иновативност и комплексност Јовановићевог дела. Станковићев текст послужио је у великој мери и као предложак за одреднице у Енциклопедији српске историографије и у Српском биографском речнику који је написао академик Љубодраг Димић. На прелазу из ХХ у ХХI век, Дубравка Стојановић и Олга Поповић Обрадовић су, проучавајући српски парламентаризам од 1903. до 1914. године, истраживале и Јовановићево дело. Економиста Бошко Мијатовић уврстио је два Јовановићева рада у хрестоматију Српски конзервативци. Такође, и историчар Вељко Станић је у огледу о Станоју Станојевићу узгредно споменио полемику коју је Станојевић имао са Јованом Б. Јовановићем.